# 푸웅 트라크 타워
푸웅 트라크 타워는 베트남 하노이에 제안된 마천루이다.